# Bar Reef
Bar Reef är ett rev i Sri Lanka.   Det ligger i provinsen Nordvästprovinsen, i den nordvästra delen av landet, 160 km norr om huvudstaden Colombo. Revet ingår i ett naturreservat vars area är 307 kvadratkilometer. 